# Triadillo annandalei
Triadillo annandalei är en kräftdjursart som först beskrevs av Walter E. Collinge 1914A.  Triadillo annandalei ingår i släktet Triadillo och familjen Armadillidae. Inga underarter finns listade i Catalogue of Life.